# Принцеса Олександрина Пруська
Олександрина Ірина Прусська — старша дочка і п'ята дитина кронпринца Вільгельма, член дому Гогенцоллернов.

## Життя
Народилася в Кронпрінценпалі, палаці наслідного принца, в Берліні. Її друге ім'я Ірина (по-грецьки «мир»), ймовірно, було дано через рік її народження, який припав на Першу світову війну. У неї було четверо старших братів — Вільгельм, Луї Фердинанд, Губерт і Фрідріх — і єдина молодша сестра Цецилія. Олександрину в сім'ї ласкаво називали «Адіні».
Незабаром після народження Олександрини стало ясно, що у неї синдром Дауна. На відміну від інших королівських дітей з особливостями розвитку Олександрину не приховували від сторонніх очей. Вона з'являлася на офіційних сімейних фотографіях та заходах. Про принцесу дбала насамперед її няня Сельма Бозе. Підлітком Олександрина відвідувала школу, призначену для навчання молодих жінок з особливими потребами.
Більшу частину свого життя вона прожила в Баварії, спочатку в Пеккінгу, а потім біля озера Штарнберг. Її регулярно відвідувала вся сім'я, особливо брат Луї Фердінанд.
Померла в 1980 і похована поряд зі своїми батьками та братом Фрідріхом у замку Гогенцоллернів.